# Utrikesförvaltningen
Utrikesförvaltningen utgörs av det svenska Utrikesdepartementet och Utrikesrepresentationen. Sveriges utrikesminister är chef för utrikesförvaltningen genom att hon eller han är departementschef för utrikesdepartementet och myndighetchef för utrikesrepresentationen. Som myndighetschef omfattas inte denna av det generella förbudet mot ministerstyre.

### Fotnoter
1. ↑  Faktablad: Utrikesförvaltningen i korthet - Regeringskansliet